# Ситалк (офицер на Александър Велики)
 Тази статия е за военачалника.  За царя на одрисите вижте Ситалк.  
Ситалк II (на старогръцки: Σιτάλκης, Sitalkes) е тракийски офицер на Александър Велики през 4 век пр.н.е.
Принадлежи към династичния дом на одрисите, предполагаем син на Керсеблепт. За да си запази лоялността на народите северно и източно от Македония, Александър ги задължава да дават военни контингенти за похода в Азия. Едновременно с това изисква участието на членове от династичните фамилии, които трябва да ръководят отрядите, при това положение те са и заложници. В похода Ситалк командва копиехвъргачите (akontistai) от тракийските контингенти. За пръв път е споменат от Ариан при завладяването на Сагаласос през зимата 334/333 пр.н.е. През есента на 333 пр.н.е. участва при осигуряването на прохода Киликийска порта и се бие в лявото крило при Иса и при Гавгамела през 331 пр.н.е.
През 330 пр.н.е. той е оставен в Екбатана заедно с други воини от армията, където попада в щаба на военачалника Парменион. Същата година Ситалк го убива. Делото е извършено заедно с военачалниците Клеандър, Агатон и Херакон по нареждане на Александър. Четиримата офицери провеждат през следващите години жестоко управление в Екбатана, по време на което забогатяват. Александър се връща неочаквано от Индия, а те са извикани през 324 пр.н.е. в Кармания, където са осъдени от войската за престъпления и екзекутирани.